# Morświniec białopłetwy
Morświniec białopłetwy, morświn białopłetwy, morświn Dalla (Phocoenoides dalli) – gatunek ssaka  z rodziny morświnowatych (Phocoenidae).

## Występowanie i biotop
Chłodne i umiarkowanie ciepłe wody północnego Oceanu Spokojnego i przyległych mórz. Preferuje wody o temperaturze poniżej 18°C.

## Systematyka

### Taksonomia
Takson po raz pierwszy opisany naukowo przez F. W. True w 1885 roku pod nazwą Phocaena dalli. Jako miejsce typowe autor wskazał Alaskę (ang. „in the strait west of Adakh Island, one of the Aleutian group”). Jedyny przedstawiciel rodzaju Phocoenoides – morświniec, utworzonego przez R. Ch. Andrewsa w 1911 roku.

### Podgatunki
Wyróżnia się dwa podgatunki morświna białopłetwego:
- P. dalli dalli (F.W. True, 1885)
- P. dalli truei R.C. Andrews, 1911

### Genetyka
Badania genetyczne przeprowadzone przez Hayano i in. (2003) wykazały wyraźne różnice pomiędzy trzema populacjami tego gatunku. Baird i in. (1998) wykazali, że morświn białopłetwy krzyżuje się z morświnem zwyczajnym.

## Charakterystyka ogólna

### Wygląd
Ciało tego walenia ma charakterystyczny kształt – morświn białopłetwy jest gruby i ma krótką głowę. Ubarwienie podobne do orki – większa część ciała jest ciemnoszara do czarnej z dużą, białą plamą na brzuchu i kilkoma mniejszymi na ogonie i płetwach. Płetwa grzbietowa ustawiona pionowo. Zęby tego morświna są niezwykle małe i łopatkowate; w każdym rowku zębowym znajduje się od 23 do 28 zębów. Osiąga do 239 cm długości i 130 do 200 kg masy ciała.

### Tryb życia
Jest zwierzęciem bardzo aktywnym. Pływa z dużą prędkością (do 55 km/h), wykonując gwałtowne zwroty. Zanurza się na duże głębokości. Pływa w małych stadach składających się z 2–12 osobników. Takie stada czasami łączą się w duże zgrupowania (notowano do kilku tysięcy osobników).
Morświn Dalla żywi się prawdopodobnie rybami i kałamarnicami. 
Jest atakowany głównie przez orki. Na niektórych osobnikach zaobserwowano ślady po atakach rekinów. Morświny białopłetwe bywają często zainfekowane wieloma pasożytami. Do najczęstszych pasożytów płucnych należą nicienie Halocercus dalli oraz Stenurus minor.

## Zagrożenia i ochrona
Gatunek nie jest objęty konwencją waszyngtońską. W Czerwonej księdze gatunków zagrożonych Międzynarodowej Unii Ochrony Przyrody i Jej Zasobów został zaliczony do kategorii LC (najmniejszej troski). W okolicach Japonii połowy harpunowe oraz przypadkowe zgony poprzez zaplątanie w sieci do połowu łososi przyczyniły się do znacznego zmniejszenia populacji tego gatunku na tamtych terenach.